# Voluta (zoologia)
|  | Per a altres significats, vegeu «Volutes (família)». |

Voluta és un gènere de mol·luscs gastròpodes de la família Volutidae. Les petxines, de gran mida i bellesa, tenen espires molt visibles i guarnides amb tubercles, espines i altres formacions. La mida varia entre els 20 mm i els 70 mm, i solen tenir un opercle corni en espiral. Les petxines presenten escotadura o canal sifonal. Tots són marins.
Les espèdies de Voluta, com la gran majoria dels Neogastròpodes, són d'hàbits alimentaris carnívors, presenten una ràdula amb tres dents per filera transversal.
El gènere es localitza en aigües marines tropicals i subtropicals. En l'actualitat se n'han descrit unes 215 espècies i subespècies.

## Altres usos malacològics del nom voluta
El nom comú «voluta» és utilitzat comunament per denominar a caragols de la família Volutidae, a part de les espècies pròpies del gènere Voluta.
Onze espècies pertanyents als gèneres Adelomelon, Minicymbiola, Odontocymbiola, Provocator i Zidona són denominades comunament volutes i on hi ha alguns dels mol·luscs més cobejats pels col·leccionistes de petxines.
Entre les petxines pertanyents al gènere Voluta a la regió del Carib són molt apreciades les de l'espècie Voluta musica i la seva subespècie V. musica carneolata, espècie catalogada com en perill d'extinció.

## Taxonomia
El gènere Voluta actualment inclou les següents espècies:
- Voluta abyssicola
- Voluta aethiopica
- Voluta africana
- Voluta alfaroi
- Voluta alta
- Voluta ambigua
- Voluta ancilla
- Voluta angasi
- Voluta angulata
- Voluta anomala
- Voluta anomala von
- Voluta arabica
- Voluta armata
- Voluta aulica
- Voluta aulica wisemani
- Voluta beckii
- Voluta bednalli
- Voluta bicorona
- Voluta brasiliana
- Voluta braziliana
- Voluta buffuto
- Voluta bulbula
- Voluta bullata
- Voluta calya
- Voluta caroli
- Voluta cassidula
- Voluta cisium
- Voluta cithara
- Voluta clara
- Voluta colocynthis
- Voluta complexa
- Voluta concinna
- Voluta cornuta
- Voluta coroni
- Voluta costata
- Voluta costoria
- Voluta crenistria
- Voluta cumingi
- Voluta cumingii
- Voluta cymbiola
- Voluta cythara
- Voluta cytheara
- Voluta damoni
- Voluta defranci
- Voluta delessertiana
- Voluta deliciosa
- Voluta delissertiana
- Voluta deshayesi
- Voluta deshayesii
- Voluta digitalima
- Voluta dohrni
- Voluta ducalis
- Voluta dumosa
- Voluta ebraea[9]
- Voluta ebrea
- Voluta elliote
- Voluta ellioti
- Voluta epigona
- Voluta epigona von
- Voluta ericusa
- Voluta ferussaci
- Voluta festiva
- Voluta firussaci
- Voluta flavicans
- Voluta floridana
- Voluta fulgetrum
- Voluta fulminata
- Voluta fusiformis
- Voluta gatcliffi
- Voluta gatliffi
- Voluta geminata
- Voluta glabella
- Voluta gouldii
- Voluta gracilis
- Voluta hamillea
- Voluta harpa
- Voluta harpula
- Voluta hebraea
- Voluta hilgendorfi
- Voluta hilgendorfi von
- Voluta hirase
- Voluta humerosa
- Voluta hunteri
- Voluta imperalis
- Voluta imperialis
- Voluta imperialis robinsona
- Voluta imperialis robinsonae
- Voluta indica
- Voluta interpuncta
- Voluta irvinae
- Voluta janonia
- Voluta junonia
- Voluta kaupii
- Voluta kingi
- Voluta lapponica
- Voluta larochei
- Voluta lawsoni
- Voluta lima
- Voluta lineata
- Voluta lithora
- Voluta loroisi
- Voluta luctator
- Voluta luctatrix
- Voluta maculata
- Voluta magellanica
- Voluta magnifica
- Voluta mamilla
- Voluta mancorensis
- Voluta maniella
- Voluta marmorata
- Voluta martensi
- Voluta megaspira
- Voluta miltonis
- Voluta mitraeformis
- Voluta mitrata
- Voluta mitriformis
- Voluta morrisoni harasewychi
- Voluta muricina
- Voluta musica[10]
- Voluta musica carneolata[11]
- Voluta musica musica[12]
- Voluta musica thiarella[13]
- Voluta musicalis
- Voluta navicula
- Voluta neptuni
- Voluta newcombiana
- Voluta nivosa
- Voluta nodosa
- Voluta norrisi
- Voluta norrisii
- Voluta norrissi
- Voluta nucleus
- Voluta oblita
- Voluta olla
- Voluta ondulata
- Voluta pacifica
- Voluta pallida
- Voluta papillaris
- Voluta papillosa
- Voluta parkinsonia
- Voluta paytanica
- Voluta pellis serpentis
- Voluta pertusa
- Voluta piperata
- Voluta piperita
- Voluta polypleura
- Voluta polypleura hilli
- Voluta polypleura kotorai
- Voluta polypleura retemirabilis
- Voluta polyzonalis
- Voluta ponderosa
- Voluta ponsonbyi
- Voluta porcina
- Voluta praetexta
- Voluta praetuxta
- Voluta prevostiana
- Voluta proboscidalis
- Voluta pulchra
- Voluta punctata
- Voluta quaesita
- Voluta queketti
- Voluta respertilio
- Voluta reticulata
- Voluta riosi
- Voluta roadnightae
- Voluta rossiniana
- Voluta rtuderi
- Voluta rubiginosa
- Voluta ruckeri
- Voluta ruckeri ceraunia
- Voluta rueckeri
- Voluta rupestris
- Voluta rusiformis
- Voluta rutila
- Voluta scabricula
- Voluta scalateri
- Voluta scapha
- Voluta spenceriana
- Voluta spinosa[14]
- Voluta stearnsi
- Voluta stearnsii
- Voluta striata
- Voluta studeri
- Voluta studeri von
- Voluta subzonata
- Voluta swainsoni
- Voluta thatcheri
- Voluta tissotiana
- Voluta tissotina
- Voluta tuberculata
- Voluta tulearensis
- Voluta turneri
- Voluta undulata
- Voluta vautrini
- Voluta vepertilio
- Voluta vesperitilio
- Voluta vespertiblio
- Voluta vespertilio
- Voluta vespertilis
- Voluta vexillum
- Voluta virescens[15]
- Voluta virescens lacertina[16]
- Voluta virescens lindae[17]
- Voluta volva
- Voluta volva cumingii
- Voluta vredenburgi
- Voluta wisemani
- Voluta zebra

### Autors
- Voluta ebraea Linnaeus, 1758
- Voluta morrisoni (Petuch, 1980)
- Voluta musica Linnaeus, 1758
- Voluta polypleura Crosse, 1876
- Voluta virescens Lightfoot, 1786

### Subgèneres per sinonímia
- Voluta (Callipara): sinònim de Callipara Gray, 1847
- Voluta (Fulgoraria) Schumacher, 1817: sinònim de Fulgoraria Schumacher, 1817
- Voluta (Psephaea) Crosse, 1871: sinònim de Fulgoraria (Psephaea) Crosse, 1871
- Voluta coniformis Cox, 1871: sinònim de Volutoconus coniformis (Cox, 1871)
- Voluta cymbiola Gmelin, 1791: sinònim de Cymbiola (Cymbiola) cymbiola (Gmelin, 1791)
- Voluta dohrni G.B. Sowerby III, 1903: sinònim de Scaphella dohrni (G.B. Sowerby III, 1903)
- Voluta hiatula Gmelin, 1791: sinònim de Agaronia hiatula (Gmelin, 1791)
- Voluta kreuslerae Angas, 1865: sinònim de Notovoluta kreuslerae (Angas, 1865)
- Voluta lacertina Petuch, 1990: sinònim de Voluta virescens virescens Lightfoot, 1786
- Voluta mammilla G.B. Sowerby I, 1844: sinònim de Livonia mammilla (G.B. Sowerby I, 1844)
- Voluta rhinoceros Gmelin, 1791: sinònim de Vasum rhinoceros (Gmelin, 1791)

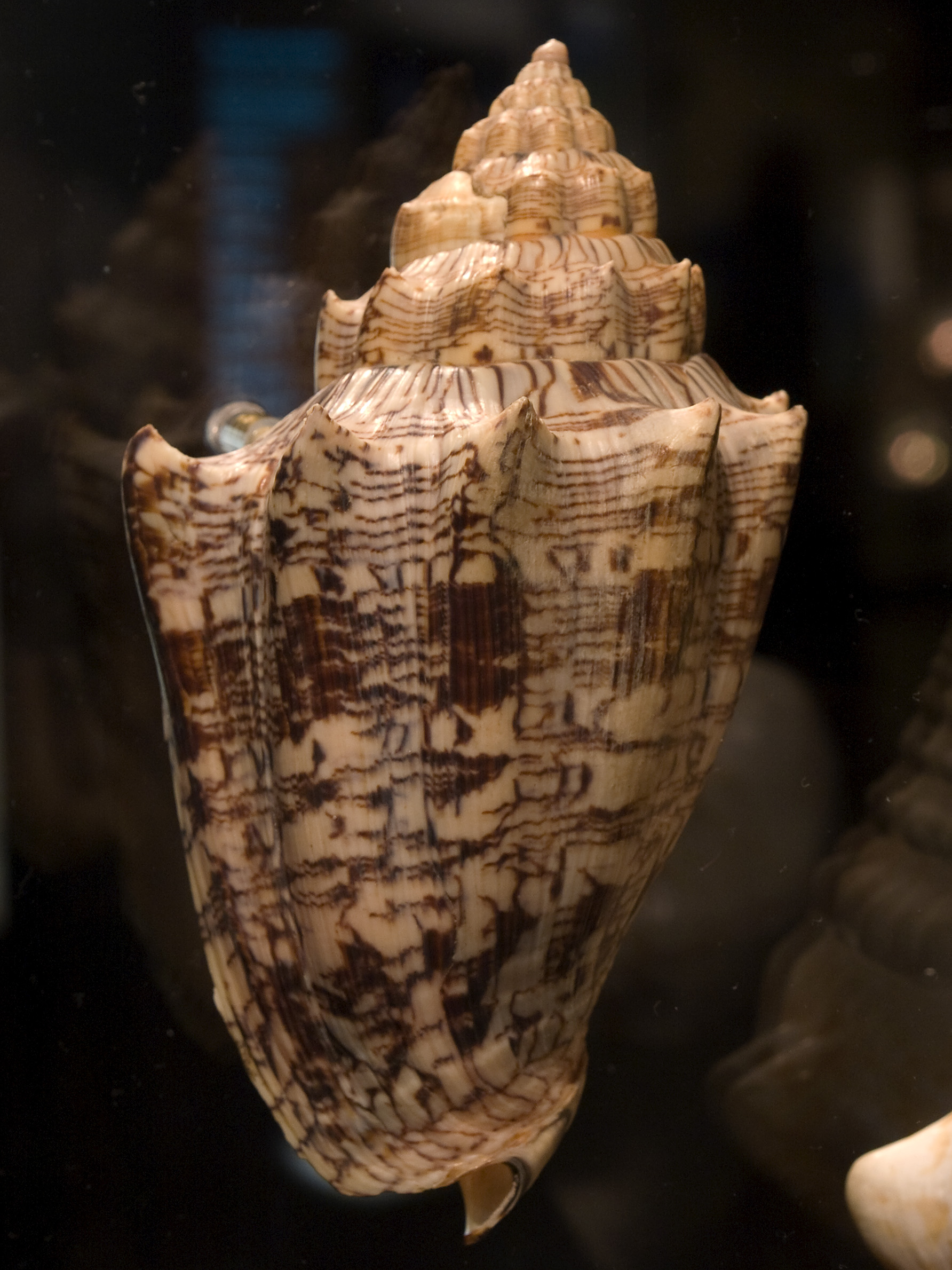
A shell of the Hebrew volute, Voluta ebraea
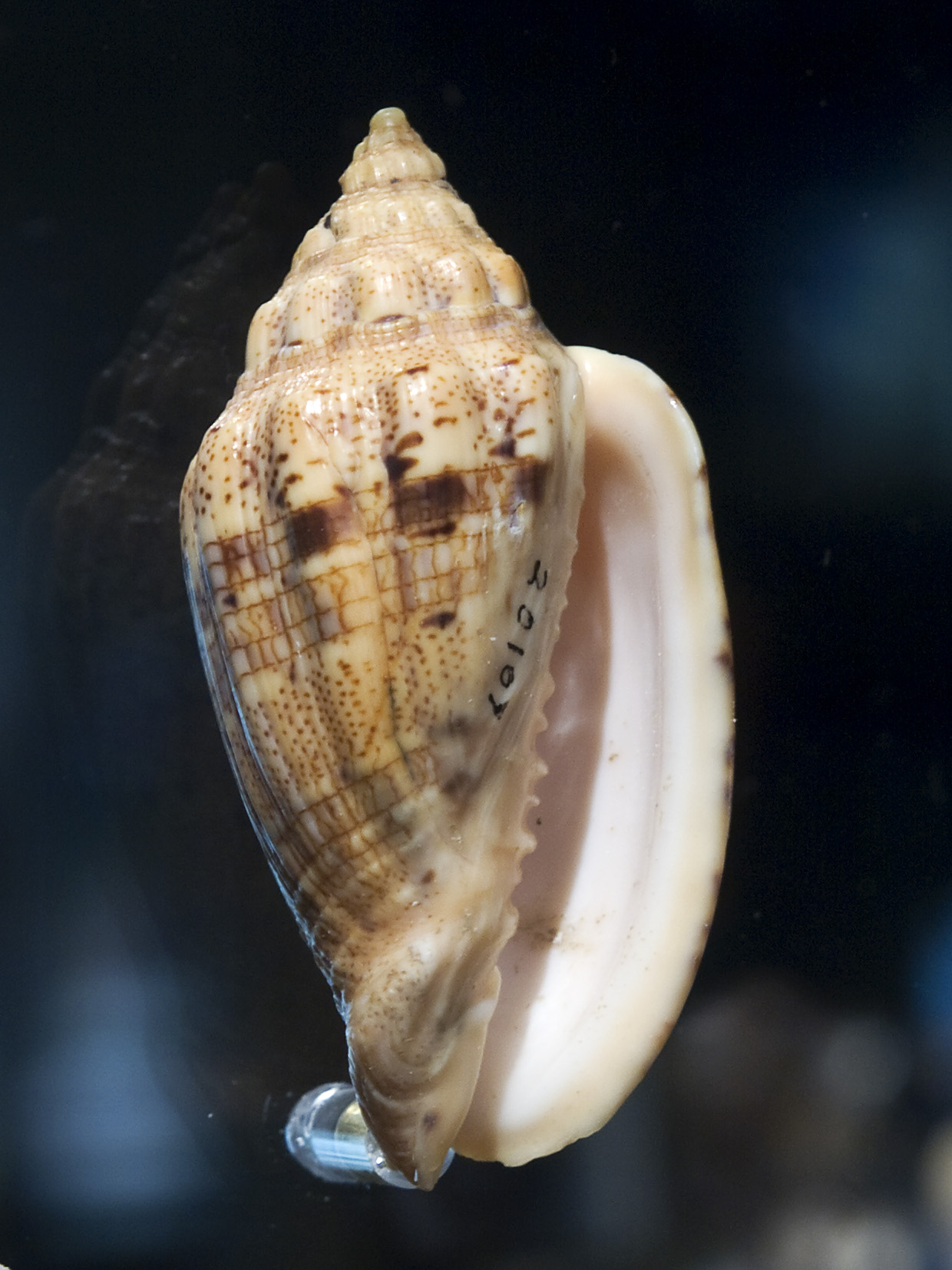
A shell of the De Marcoi's volute, Voluta polypleura
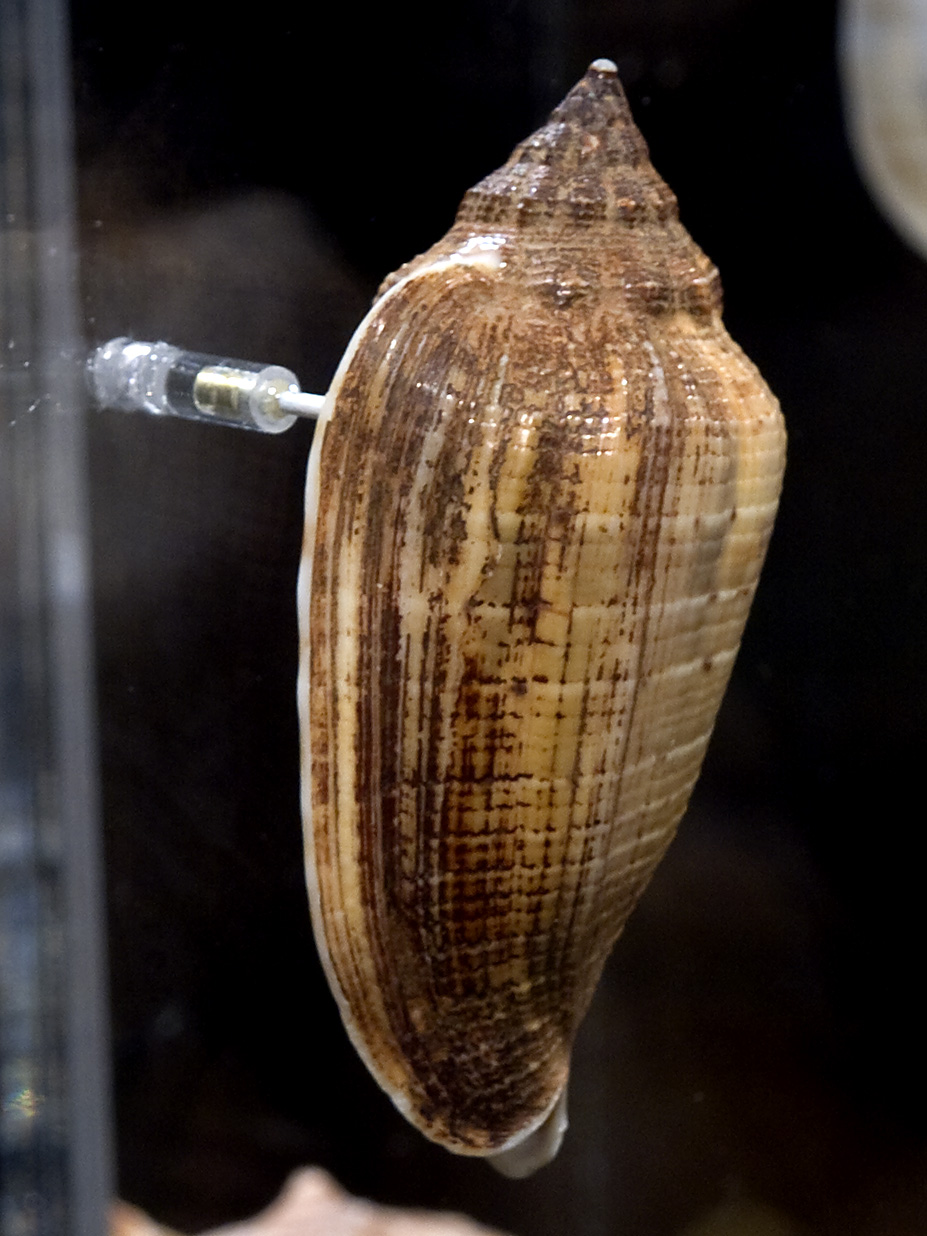
A shell of the green music volute, Voluta virescens